# Акопов Олександр Борисович
Олександр Борисович Акопов (нар. 1966, місто Бориспіль, УРСР) — радянський і український льотчик.

## Біографія
Народився у 1966 році у місті Бориспіль Київської области. З 1979 по 1987 рік мешкав з батьками у місті Донецьк. Закінчив Краснокутське льотне училище цивільної авіації у 1987 році. Після цього навчався у Санкт-Петербурзькому державному університеті цивільної авіації. Працював у Донецькому об'єднаному авіазагоні. Після цього у компанії «Роза вітрів». З 2014 року працює в турецькій авіакомпанії AtlasGlobal.

## Аварійна посадка літака у Міжнародному аеропорті Ататюрк
Під час несподіваної й швидкої грози, яка не була своєчасно розпізнана радіолокаційною службою стамбульського аеропорту Ататюрк, пасажирський авіалайнер турецької авіакомпанії AtlasGlobal відразу після злету отримав критичні ушкодження носової частини літака та скла переднього огляду кабіни пілотів. За словами самого пілота, це сталося на висоті 4000 футів (близько 1200 метрів). Швидко зорієнтувавшись у наявній ситуації, пілот Олександр Акопов зумів майже на осліп (візуально дивився лише у бічне скло та орієнтувався за приладами літака), використовуючи вказівки диспетчерів аеропорту успішно та без ушкоджень посадити літак зі 121 пасажиром і шістьма членами екіпажу на злітну смугу.
29 липня 2017 року, указом Президента України за мужність і самовідданість, виявлені під час виконання службового обов'язку, високий професіоналізм, Акопова Олександра Борисовича було нагороджено орденом «За мужність» III ступеня.

## Нагороди, почесні звання та відзнаки

### Державні нагороди та відзнаки
- Орден «За мужність» III ст. (29 липня 2017) — за мужність і самовідданість, виявлені під час виконання службового обов'язку, високий професіоналізм[1]